# Смирнов, Дмитрий Иванович (1918—1982)
Дми́трий Ива́нович Смирно́в (9 августа 1918, Дымовское, Московская область — 7 сентября 1982, Москва) — участник Великой Отечественной войны, командир эскадрильи 431-го штурмового авиационного полка (299-я штурмовая авиационная дивизия), Герой Советского Союза, полковник.

## Биография
Родился 9 августа 1918 года в деревне Дымовское, это относительно большая деревня в лесном и малонаселённом краю, лежащая на тракте Рыбинск—Пошехонье. Русский. После окончания 7 классов школы работал слесарем на машиностроительном заводе в Рыбинске, занимался в аэроклубе. Получил специальность авиатехника и работал по ней в Ковровском аэроклубе. В 1940—1941 году получил квалификацию пилота в Балашовской военной авиационной школе.
Первоначально служил в бомбардировочной авиации, но с началом войны стал штурмовиком и вскоре — командиром эскадрильи. В сражениях Великой Отечественной войны принимал участие с начала и до конца войны — в должности командира эскадрильи.
Летом 1942 года совершал дальний разведывательный вылет за Доном в поисках колонны танков, готовящейся к атаке на Сталинград. После проведения аэросъемки, на обратном пути был атакован группой из 4-х «мессеров». Основной задачей было довести плёнку, поэтому лётчик вёл самолёт, несмотря на полученные ранения в ногу и голову, и сумел посадить самолёт на своей территорию. Танки противника были атакованы штурмовиками, что сорвало атаку на наши позиции. За этот вылет был награждён орденом Ленина.
6 июня 1942 года во главе шестёрки штурмовиков атаковал колонну противника, уничтожив 4 танка, 16 автомобилей, более 50 человек. На обратном пути штурмовики были атакованы 30 истребителями. Был ранен в плечо, но ему удалось вернуться на аэродром, в его самолёте было 40 пробоин.
Во время сражения на Курской дуге 45 раз водил эскадрилью на вылеты в районе Малоархангельска, Понырей, Кром, Севске на коммуникации в районе Конотоп—Бахмач—Нежин. Эскадрилья поддерживала форсирование войсками Десны, Днепра, Сожа.
К ноябрю 1943 года эскадрилья под его командованием сделала 1097 боевых вылета, уничтожила 243 танка, 617 автомашин, 72 орудия, 40 самолётов, 11 складов, 7 вагонов и более 7000 неприятелей. Командир эскадрильи лично уничтожил 37 танков, 76 автомашин, 20 орудий, 5 складов, 6 самолётов и свыше 300 гитлеровцев.
Указом Президиума Верховного Совета СССР «О присвоении звания Героя Советского Союза офицерскому составу военно-воздушных сил Красной Армии» от 4 февраля 1944 года за «образцовое выполнение боевых заданий командования на фронте борьбы с немецкими захватчиками и проявленные при этом отвагу и геройство» удостоен звания Героя Советского Союза с вручением ордена Ленина и медали «Золотая Звезда».
После войны продолжал службу в армии, дослужившись до полковника. Затем жил как пенсионер в Москве, скончался 7 сентября 1982 года. Похоронен на Кунцевском кладбище.

## Награды
- Орден Ленина (30.08.1942)[3]
- Орден Красного Знамени (11.07.1943[4], 15.09.1943[5])
- Медаль «Золотая Звезда» Героя Советского Союза и орден Ленина (4.2.1944)[6] — за «образцовое выполнение боевых заданий командования на фронте борьбы с немецкими захватчиками и проявленные при этом отвагу и геройство»
- Орден Александра Невского (15.10.1944)[7]
- Орден Отечественной войны I степени (10.05.1945)[8]
- Орден Красной Звезды (31.01.1953)[9]
- медали, в том числе:
  - «За победу над Германией» (09.05.1945)[9]
  - «За взятие Берлина» (09.06.1945)[9]
  - «За освобождение Варшавы» (09.06.1945)[9]
  - «За боевые заслуги» (24.06.1948)[9]